# Гули, Питу
Питу Гули (арум. Pitu Guli; болг. Питу Гули, макед. Питу Гули; 1865, Крушево — 12 августа 1903, там же) — аромунский революционер в Османской Македонии, местный лидер Внутренней македонской революционной организации (ВМРО). Питу Гули и его семья были болгарофилами.

## Биография
Родившийся в бедной семье в Крушево Питу Гули в раннем возрасте проявил свой независимый и бунтарский характер. Он покинул свой дом в Македонии в возрасте 17 лет в поисках обогащения в болгарской столице Софии. В 1885 году Гули вернулся в Македонию, будучи членом повстанческого отряда революционного движения против Османской империи, возглавляемого Адамом Калмыковым. Он был схвачен и сослан в восточную Анатолию на восемь лет, семь из которых провёл в тюрьме в Трабзоне. В 1895 году он снова вернулся в Крушево и стал членом ВМРО. С этого времени он был полностью привержен идеям независимости Македонии от турецкого владычества. С 1897 по 1902 год Гули вновь проживал в Софии, где также содержал харчевню.

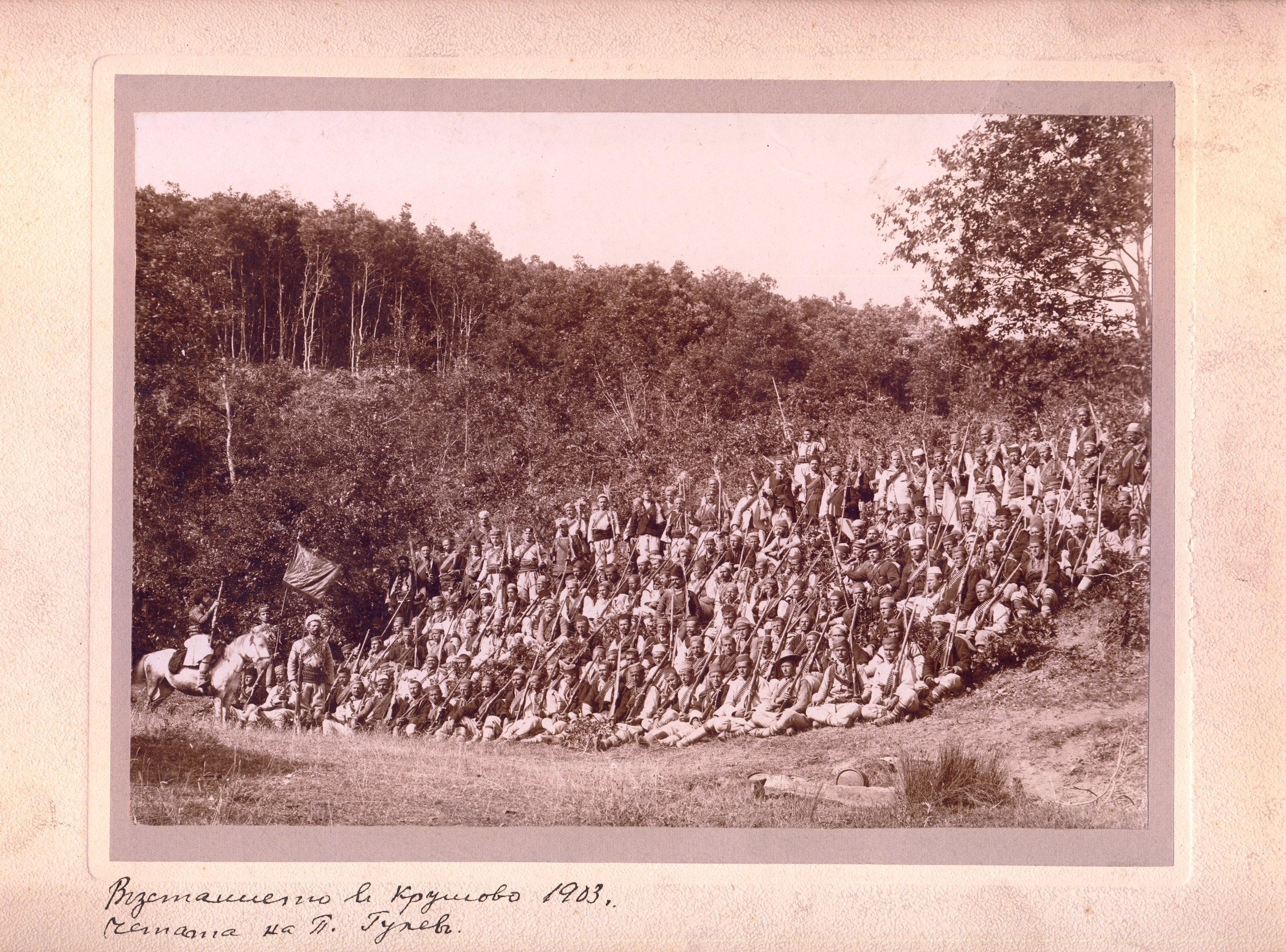
Питу Гули и его отряд в 1903 году

В марте 1903 года Питу Гули стал командиром революционного отряда, пересёкшего болгаро-османскую границу и направлявшегося в Крушево. С апреля по август 1903 года он обучал и готовил своё иррегулярное формирование к предстоящему Илинденскому восстанию. Он погиб в Крушево, защищая Крушевскую республику.
Ташко Гулев (Шула Гули), сын Питу Гули, погиб в 1913 году в качестве солдата Болгарской армии в битве при Брегалнице против сербов, во время Второй Балканской войны. Никола Гулев (Лакия Гули), другой его сын, был членом ВМРО и одним из самых близких людей Тодора Александрова. Он был схвачен и убит сербской полицией в 1924 году. Стерьо Гулев (Стерья Гули), третий его сын, воевал в составе воинских частей, сформированных болгарскими властями в Вардарской Македонии во время Второй мировой войны для борьбы с югославскими коммунистами. Он якобы застрелился после ухода болгар из Македонии в 1944 году, после прибытия партизан Тито в Крушево, в отчаянии от того, что по его мнению начинался второй период сербского господства в Македонии.

## Признание
После восстания Румыния при поддержке Австро-Венгрии добиться того, что валахи были признаны отдельным миллетом согласно декрету (хатт) султана Абдулхамида от 22 мая 1905 года. Влашский миллет отныне мог иметь свои собственные церкви и школы, за исключением влахов-экзархистов. Большинство представителей других национальностей отвергли ВМРО как про-болгарское движение.
Питу Гули — национальный герой Северной Македонии и Болгарии, и его помнят как героически сражавшегося в битве при Мечкин-Камене (Медвежьей скале) близ Крушево, где он и был убит. В его честь была названа македонская партизанская бригада. Гули также прославляется в народных песнях и стихах по всей Македонии, будучи упомянутым и в государственном гимне Северной Македонии.